# Portadown
Portadown (in gaelico Port an Dúnáin) è una città dell'Irlanda del Nord, nel distretto nordirlandese di Craigavon, sulle rive del fiume Bann.
Sebbene le origini di Portadown risalgano al XVII secolo, fu solo durante l'epoca vittoriana e grazie all'arrivo della ferrovia, che essa è divenuta una città importante.  Portadown è nota come l'hub del nord, essendo stata in passato un importante nodo ferroviario, ove la Grande Ferrovia del Nord si divideva nei rami diretti a Belfast, Dublino, Armagh e Derry.
Negli anni novanta su Portadown si concentrò l'attenzione dei mezzi di comunicazione internazionali a causa del "conflitto di Drumcree", ultimo atto di un'antica controversia sulle parate in Irlanda del Nord, iniziata nel XIX secolo, che condusse a violenti scontri.